# Promachus calcaratus
Promachus calcaratus är en tvåvingeart som först beskrevs av Hobby 1936.  Promachus calcaratus ingår i släktet Promachus och familjen rovflugor.
Artens utbredningsområde är Ghana. Inga underarter finns listade i Catalogue of Life.